# Moby Dick
Moby Dick - Cá voi trắng (nguyên tác: Moby-Dick; or, the Whale) là một tiểu thuyết phiêu lưu mạo hiểm của tác giả người Mỹ Herman Melville và được xuất bản lần đầu tiên vào năm 1851, được coi là một tiểu thuyết Mỹ vĩ đại và một kho tàng văn học thế giới. Câu chuyện kể về cuộc phiêu lưu của thủy thủ lang thang Ishmael, và chuyến đi của mình trên một con tàu săn cá voi được chỉ huy bởi thuyền trưởng tên Ahab. Ishmael sớm nhận rằng trong chuyến đi này, Ahab có một mục đích, để tìm ra một con cá voi trắng tên là Moby Dick, nó rất hung dữ và bí ẩn. Trong một cuộc gặp gỡ trước đó, con cá voi đã phá hủy thuyền Ahab và cắn cụt chân Ahab, bây giờ ông ta quyết tâm phải trả thù.
Trong tác phẩm Moby Dick, Melville sử dụng biểu tượng cách điệu, ngôn ngữ, và ẩn dụ để khai mở các chủ đề phức tạp. Thông qua cuộc hành trình của nhân vật chính, các khái niệm của lớp và địa vị xã hội, thiện và ác, và sự tồn tại của Thiên Chúa là tất cả sự trải nghiệm như Ishmael phỏng đoán dựa trên niềm tin cá nhân của mình và vị trí của mình trong vũ trụ, cùng với các mô tả của ông về cuộc sống của một thủy thủ trên một tàu săn cá voi. Moby Dick đã được phân loại là chủ nghĩa lãng mạn Mỹ. Lần đầu tiên được xuất bản bởi Richard Bentley tại London vào ngày 18 tháng 10 năm 1851, trong một phiên bản ba tập expurgated có tiêu đề The Whale, và tiếp theo bởi nhà xuất bản Harper và Brothers ở thành phố New York.

## Nhân vật

### Ishmael
Cái tên đã trở thành biểu tượng trẻ em mồ côi, những người lưu vong, và ruồng bỏ xã hội - trong đoạn mở đầu của Moby Dick, Ishmael nói với người đọc rằng ông đã ra biển ra khỏi một cảm giác của sự tha hóa của xã hội con người. Trong dòng cuối cùng của cuốn sách, Ishmael cũng đề cập đến bản thân như một đứa trẻ mồ côi. Trong sách Sáng Thế, Ishmael là con trai của Abraham và nữ tỳ của vợ. Anh này có khả năng văn chương phong phú.

### Ahab
Ahab là một thuyền trưởng độc tài của tàu Pequod. Ông ta ra khơi chỉ để muốn tìm và giết Moby Dick, con cá voi đã táp gãy chân ông trong hành trình săn cá voi trước. Ít thông tin được biết về cuộc sống của Ahab trước khi cuộc săn Moby Dick, chỉ biết rằng ông đã mồ côi ở độ tuổi trẻ và ông lần đầu tiên bắt đầu đánh bắt cá voi lúc mười tám và đã tiếp tục trong bốn mươi năm, ông ta cũng có nói sơ về gia đình của ông với cô vợ và cô con gái

### Moby Dick

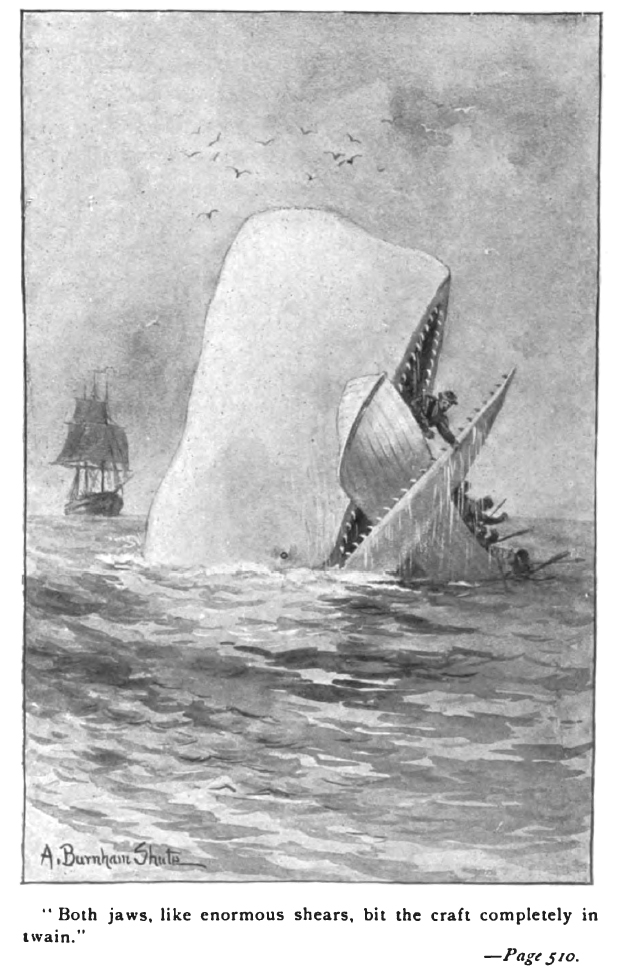
Moby Dick đang đớp chiếc tàu săn cá voi

Moby Dick là một con Cá nhà táng bạch tạng khổng lồ được hư cấu trong tiểu thuyết. Moby Dick được tác giả lấy cẩm hứng từ Mocha Dick - một con Cá nhà táng bạch tạng có thật sống ở Thái Bình Dương đầu thế kỷ 19
Moby Dick là một con cá voi tự do trên biển cả, nó là một con cá voi rất thông minh và luôn tránh né được hết các cuộc săn bắt. Thậm chí Moby Dick còn tấn công dữ dội vào đoàn người đi săn, nó đã cắn gãy một chân của thuyền trưởng Ahab và làm ông này phải đi nạng và luôn luôn ám ảnh sự trả thù, nó còn tấn công vào cả thuyền trưởng Rachel và giết luôn con của ông này.
Moby Dick luôn bị tàu của thuyền trưởng Ahab theo sát và trong chuyến săn bắt cuối cùng, một cuộc quyết đấu giữa đoàn người đi săn do Ahad dẫn đầu với Moby Dick. Con cá voi này đã tấn công quyết liệt đoàn đi săn, làm lật tung chiếc tàu săn cá voi và kéo thuyền trưởng Ahab xuống biển xanh sâu thẳm. Kết cục trận chiến chỉ còn một mình Ishmael sống sót còn Moby Dick tiếp tục tự do giữa đại dương.

## Tham khảo

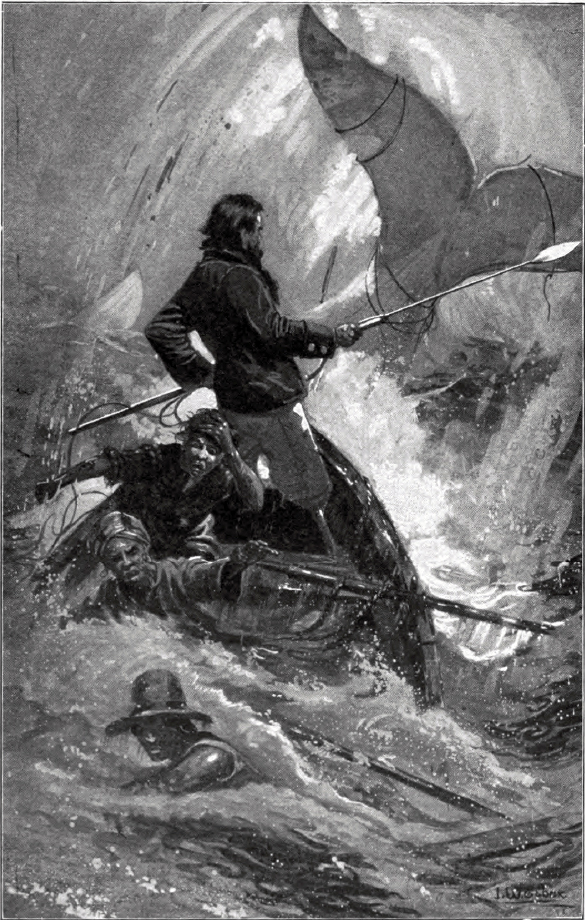
Moby Dick trong trận chiến cuối cùng với thuyền trưởng Ahab